# 米尔科·久罗夫斯基
米尔科·久罗夫斯基（1963年2月26日—），北马其顿男子足球运动员。他曾代表南斯拉夫国奥队参加1984年夏季奥林匹克运动会足球比赛，获得一枚铜牌。